# Ta’ Qali Stadium
National Stadium, lokalnie znany jako Ta' Qali – wielofunkcyjny stadion sportowy będący częścią dużego kompleksu sportowego. Jest stadionem narodowym Malty. Rozgrywane na nim są mecze międzynarodowe reprezentacji kraju oraz ważniejsze mecze klubów piłkarskich z Maltese Premier League. Stadion mieści prawie 17 000 miejsc, a podczas koncertów może pomieścić 35 000 osób.

## Historia
Został wybudowany na terenie dawnego lotniska i bazy wojskowej używanej przez RAF do 1968. Oficjalne otwarcie nastąpiło 14 grudnia 1980 roku. Od 1981 roku zastąpił wysłużony Empire Stadium w Gzira, jako miejsce rozgrywania spotkań międzynarodowych reprezentacji Malty.
Został przebudowany w 2002 roku. W 2003 roku powstała część kompleksu Millennium Stand, która obejmuje m.in. powierzchnie techniczne, administracyjne, podziemny parking o powierzchni 3000m², basen pływacki, siłownię, saunę, pokoje masażu, dwa korty do squasha, restaurację i inne.

## Kompleks

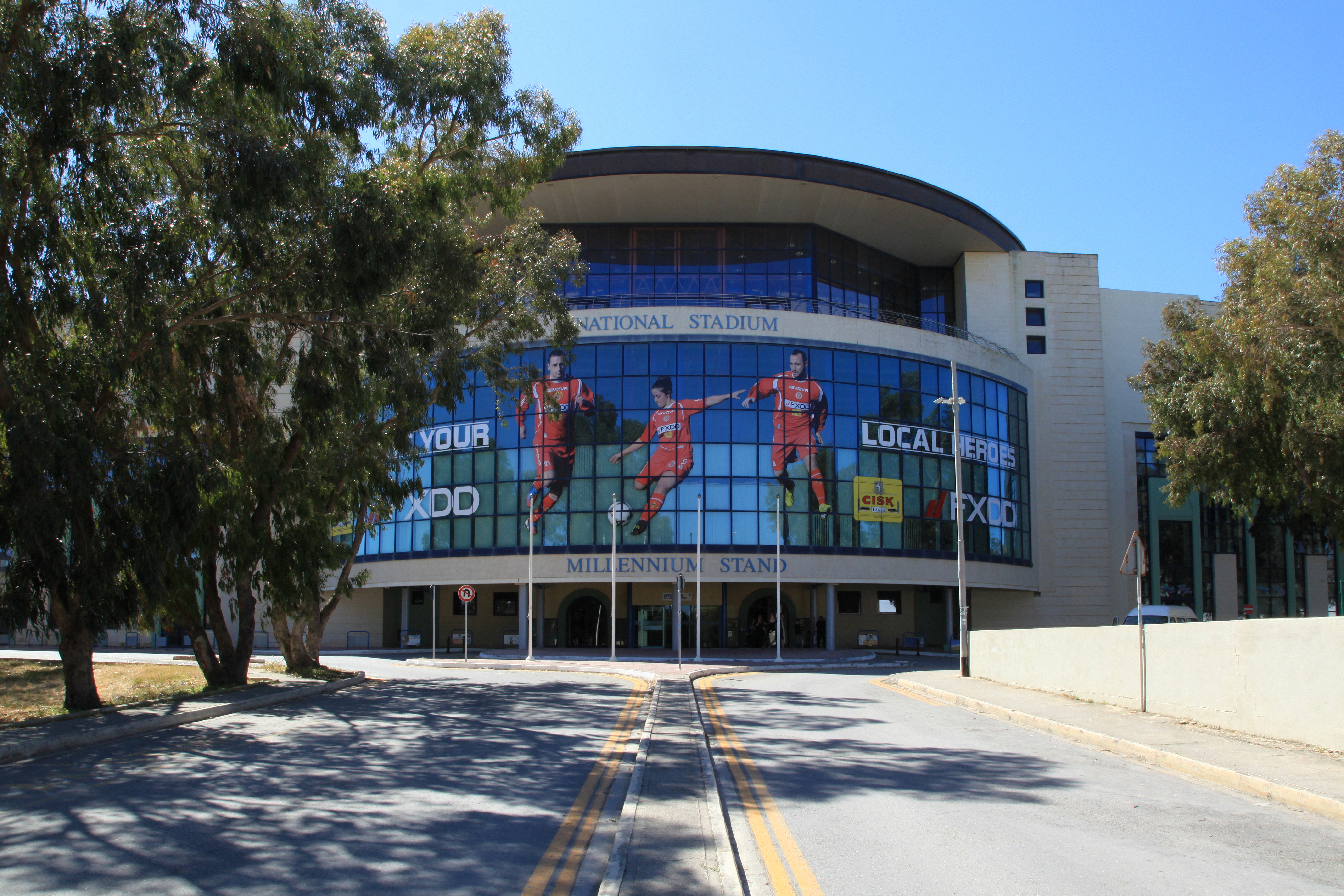
Millennium Stand

Oprócz głównego stadionu, kompleks składa się również m.in. z:
- pięciu boisk treningowych, z czego Centenary Stadium dysponuje trybuną z 3000 miejsc siedzących[6][7]
- krytej pływalni z basenem o wymiarach 25x18 metrów[8]
- dwóch boisk do squasha[5][9]
- siłowni czynnej 24h na dobę 7 dni w tygodniu[10]
- kawiarni i barów[5][9]